# Lindy Remigino
Lindy John Remigino (Elmhurst, 3 juni 1931 – Newington, 11 juli 2018) was een Amerikaanse atleet, die was gespecialiseerd in de sprint. Hij won op de Olympische Spelen twee gouden medailles.

## Loopbaan
Zijn kwalificatie voor de Olympische Spelen van 1952 in Helsinki kwam onverwachts. Zonder noemenswaardige resultaten werd Remigino tweede op de Amerikaanse Trials. De olympische 100 meter-finale was een van de spannendste van de olympische geschiedenis. De zes atleten finishten tussen 10,4 en 10,5 seconden. Het leek erop dat de Jamaicaan Herb McKenley de wedstrijd gewonnen had, maar deze wenste geen handen te schudden, alvorens men hem officieel van zijn zege in kennis had gesteld. Niet onverstandig, zoals later bleek. De finishfoto liet zien dat niet hij, maar Remigino de winnaar was, met zegge en schrijve vijf centimeter voorsprong.
Nog nerveuzer dan voor de 100 m maakte Remigino zich voor de 4 x 100 m estafette. Hij zou voor Amerika, in een team met Dean Smith, Harrison Dillard en Andy Stanfield, de derde honderd meter voor zijn rekening nemen en stond doodsangsten uit dat door zijn toedoen iets fout zou gaan bij het doorgeven van het stokje. In de finale klemde hij zich aan de stok vast als een mossel aan een scheepswand. De vierde man, Andy Stanfield, had de grootste moeite het ding los te krijgen. 'Ik wist niet wat me overkwam. Ik moest die stok uit zijn handen rukken', aldus de verbaasde Stanfield later. Het Amerikaanse viertal won de gouden medaille met een tijd van 40,1 en versloeg de estafetteteams uit de Sovjet-Unie (zilver; 40,3) en Hongarije (brons; 40,5).
Remigino overleed in 2018 op 87-jarige leeftijd.

## Titels
- Olympisch kampioen 100 m - 1952
- Olympisch kampioen 4 x 100 m - 1952

## Persoonlijk record
| Onderdeel | Prestatie | Datum        | Plaats   |
| --------- | --------- | ------------ | -------- |
| 100 m     | 10,4 s    | 20 juli 1952 | Helsinki |

## Palmares

### 100 m
- 1952:  OS - 10,4 s

### 4 x 100 m estafette
- 1952:  OS - 40,1 s

1896: Thomas Burke ·
1900: Francis Jarvis ·
1904: Archie Hahn ·
1908: Reggie Walker ·
1912: Ralph Craig ·
1920: Charley Paddock ·
1924: Harold Abrahams ·
1928: Percy Williams ·
1932: Eddie Tolan ·
1936: Jesse Owens ·
1948: Harrison Dillard ·
1952: Lindy Remigino ·
1956: Bobby Morrow ·
1960: Armin Hary ·
1964: Bob Hayes ·
1968: Jim Hines ·
1972: Valeri Borzov ·
1976: Hasely Crawford ·
1980: Allan Wells ·
1984: Carl Lewis ·
1988: Carl Lewis ·
1992: Linford Christie ·
1996: Donovan Bailey ·
2000: Maurice Green ·
2004: Justin Gatlin ·
2008: Usain Bolt ·
2012: Usain Bolt ·
2016: Usain Bolt ·
2020: Marcell Jacobs ·
2024: Noah Lyles
1912: Jacobs, Macintosh, d'Arcy, Applegarth ·
1920: Paddock, Scholz, Murchison, Kirksey ·
1924: Clarke, Hussey, Leconey, Murchison ·
1928: Wykoff, Quinn, Borah, Russell ·
1932: Kiesel, Toppino, Dyer, Wykoff ·
1936: Owens, Metcalfe, Draper, Wykoff ·
1948: Ewell, Wright, Dillard, Patton ·
1952: Smith, Dillard, Remigino, Stanfield ·
1956: Murchison, King, Baker, Morrow ·
1960: Cullmann, Hary, Mahlendorf, Lauer ·
1964: Drayton, Ashworth, Stebbins, Hayes ·
1968: Greene, Pender, Smith, Hines ·
1972: Black, Taylor, Tinker, Hart ·
1976: Glance, Jones, Hampton, Riddick ·
1980: Moeravjov, Sidorov, Prokofjev, Aksinin ·
1984: Graddy, Brown, Smith, Lewis ·
1988: Bryzgin, Krylov, Moeravjov, Savin ·
1992: Marsh, Burrell, Mitchell, Lewis ·
1996: Esmie, Gilbert, Surin, Bailey ·
2000: Drummond, Williams, Lewis, Greene ·
2004: Gardener, Campbell, Devonish, Lewis-Francis ·
2008: Bledman, Burns, Callender, Thompson ·
2012: Carter, Frater, Blake, Bolt ·
2016: Powell, Blake, Ashmeade, Bolt ·
2020: Desalu, Jacobs, Patta, Tortu ·
2024: Brown, Blake, Rodney, De Grasse